# Ellis R. Dungan
Ellis Roderick Dungan, né le 11 mai 1909 à Barton ( Ohio) et mort le 1er décembre 2001 à Wheeling ( Virginie-Occidentale), est un réalisateur américain, connu pour avoir travaillé dans le cinéma indien, principalement dans le cinéma tamoul, de 1936 à 1950.

## Biographie
Formation : université du Sud de la Californie